# Junnin
Junnin (淳仁天皇,, Junnin-tennō), född 733, död 765, var regerande kejsare av Japan mellan 758 och 764. 